# La Résurrection de Rocambole
Pour les articles homonymes, voir Rocambole.
La Résurrection de Rocambole est un roman de Pierre Ponson du Terrail qui met en scène les aventures de Rocambole. Il a été publié dans le quotidien Le Petit Journal du 31 octobre 1865 au 10 juin 1866 en 223 épisodes sous le titre : Les Nouveaux Drames de Paris. La Résurrection de Rocambole. Il paraît en format relié aux éditions E. Dentu en 1866 sous cinq volumes.

## Publications
- Prologue : Le Bagne de Toulon : paru du 31/10/1865 au 20/11/1865
- Première partie : Les Orphelines : du 21/11/1865 au 13/02/1866
- Deuxième partie : Madeleine : du 14/02/1866 au 17/04/1866
- Troisième partie : Rédemption : du 18/04/1866 au 31/05/1866
- Épilogue : La Vengeance de Vasilika : du 01/06/1866 au 10/06/1866

## Intrigue
Rocambole purge sa peine au bagne de Toulon depuis dix ans sous le numéro « Cent-dix-sept ». Honteux de son passé criminel, il décide de s'évader afin de se racheter. 
À son évasion, il s'entoure de criminels repentis et se donne pour but de protéger deux jeunes sœurs orphelines, Antoinette et Madeleine, à qui on cherche à voler la fortune.

## Incohérences dans le cycle Rocambole
À la fin des Exploits de Rocambole, Rocambole est envoyé au bagne de Cadix après avoir eu le visage défiguré par le vitriol. Du fait du relatif succès des Chevaliers du clair de lune, dans lequel il apparaît comme un vieil homme défiguré, Rocambole retrouve une jeunesse et un visage séduisant dans La Résurrection de Rocambole. Ponson du Terrail revient sur ces incohérences dans La vérité sur Rocambole : « Je l'avais défiguré, ce qui, je l'avoue, était tout à fait faux. La comtesse Artoff n'avait point poussé l'amour de la vengeance jusqu'à cet acte d'atroce barbarie. »